# Tuvträsk
Tuvträsk är en bebyggelse i Lycksele kommun, Västerbottens län. SCB avgränsade här från 1990 till 2023 en småort.
Sångerskan Laila Dahl som kom 4:a i Melodifestivalen 1991 kommer från Tuvträsk.